# Jarrett Howell
Jarrett Howell (født 15. juni 1984 i Arlington, Texas, USA) er en amerikansk basketballspiller som både kan spille point guard og shooting guard. Han har tidligere spillet for den danske klub Svendborg Rabbits.
Han spillede collegebasket på to forskellige universiteter, idet han startede på Niagara University, men efter sit freshman år skiftede til University of Texas at Arlington (også kaldet UTA), hvor han spillede de resterende sæsoner. I sine to sidste sæsoner på UTA var han blandt holdets startende spillere og snittede hhv. 12,0 og 14,2 points pr. kamp og havde begge år en scoringsprocent på over 45. I hans tredje sæson scorede han over 50 pct. af gangene, han forsøgte sig bag trepointslinjen. Under sin sophomore sæson spillede Jarrett sammen med sin storebror, Keith Howell II, som spillede sin fjerde og sidste sæson for UTA.
Mens han læste på college, begyndte han også at coache ungdomshold i basketball under Goal2Score-programmet, som han selv havde været igennem i high school-tiden.
Efter collegetiden spillede Jarrett Howell for den polske klub Kotwica Kolobrzeg i sæsonen 2006 – 2007, før han skiftede til Svendborg Rabbits op til sæsonen 2007 – 2008.